# 六分儀座56
六分儀座56，又名BD-20 5698，HD 186648、SAO 162964、HR 7515，是六分儀座的一颗恒星，视星等为4.86，位于銀經20.65，銀緯-20.67，其B1900.0坐标为赤經19h 40m 31.7s，赤緯-20° -20.67′ 6″。